# Enquête d'ailleurs
Enquête d'ailleurs est une émission de télévision diffusée sur Arte depuis 2013. Cette série documentaire est coécrite entre autres par Dominique Adt et Philippe Charlier, et présentée par ce dernier. Sa thématique est « la découverte des grands mythes de l'humanité », des cultes ancestraux et des rites funéraires. À chaque émission, le présentateur est guidé par un compagnon de voyage, passionné ou expert.

## Liste des émissions

### Saison 1 (2013)
| Titre                                                              | Thème                                                                         |
| ------------------------------------------------------------------ | ----------------------------------------------------------------------------- |
| Inde, le bain de l'immortalité                                     | Le pèlerinage de la Kumbh Mela à Allahabad                                    |
| Turquie, la danse du ciel                                          | Les derviches tourneurs à Istanbul                                            |
| Masques du Burkina Faso                                            | Les masques rituels des Hauts-Bassins                                         |
| Naples, les morts font leur loi                                    | Les cultes napolitains des morts                                              |
| Aux origines de la Guadeloupe                                      | L'histoire et la culture guadeloupéenne                                       |
| Sri Lanka, l'empreinte des dieux                                   | Le pèlerinage du Pic d'Adam au Sri Lanka                                      |
| Bénin, aux origines du Vaudou                                      | La religion vaudou à Abomey                                                   |
| Islande, le peuple caché                                           | La culture islandaise et ses mythes                                           |
| Les chrétiens d'Éthiopie                                           | La culture éthiopienne orthodoxe à l'occasion de la fête de Timqet            |
| Montserrat, l'énigme de la vierge noire                            | La statue de la Vierge de Montserrat en Catalogne                             |
| Vienne, les chevaliers Teutoniques                                 | L'ordre Teutonique à Vienne et rite funéraire des Habsbourg                   |
| Les fantômes de Venise                                             | Les lazarets, hôpitaux, cimetières et palais de Venise                        |
| Le Graal, « le chemin du Saint Calice » ou des châteaux en Espagne | Le mythe littéraire du Graal et les sites espagnols du Saint Calice           |
| Roumanie, au pays des vampires                                     | Les strigoi aux origines du vampirisme en Roumanie                            |
| Iona, l'île sacrée                                                 | Le christianisme celtique et le cimetière des premiers rois d'Écosse sur Iona |
| Les momies siciliennes                                             | Les momies des catacombes de Palerme, et de Savoca                            |
| Grèce, Tinos l'île des dieux                                       | Le pèlerinage chrétien orthodoxe de Tinos                                     |
| Crète, aux origines du labyrinthe                                  | Les mythes fondateurs crétois                                                 |
| Bangkok, une religion aux deux visages                             | Les rites laïcs bouddhiques à l'occasion du Carême à Bangkok                  |
| Khmers, les rois bâtisseurs                                        | Les temples khmers le long de la Voie Royale entre Angkor et Phimai           |

### Saison 2 (2015)
| Titre                                               | Thème |
| --------------------------------------------------- | --- |
| La Réunion, la marche sur le feu                    | La culture hindoue de La Réunion à l'occasion de la cérémonies de la marche sur le feu                                |
| Parsis, les enfants de Zarathoustra                 | L'histoire et la culture parsis en Inde                                                                               |
| Japon, les samouraïs                                | La paléopathologie et l'éthique du samouraï, la cérémonie du thé japonaise                                            |
| Jérusalem, les secrets du Saint-Sépulcre            | Les gardiens du Saint-Sépulcre à Jérusalem à l'occasion de la Pâques                                                  |
| Japon, les esprits et les morts                     | La mythologie et le bouddhisme japonais, les yūrei, le théâtre Nô                                                     |
| Étrusques, le peuple mystérieux                     | Les rites funéraires des Étrusques en Toscane                                                                         |
| Rome, les premiers chrétiens                        | Les catacombes et le christianisme romain                                                                             |
| Les zombies d'Haïti                                 | Pharmacologie et sociologie de la zombification à Haïti                                                               |
| Pompéi, l'eau et le feu                             | La paléopathologie à Pompéi                                                                                           |
| Kumaris, les enfants-dieux du Népal                 | La Kumari de Panauti, le syncrétisme des Newars au Népal                                                              |
| Troie, les tombeaux des héros                       | L'Iliade, mythe et réalité de la guerre de Troie et des tombeaux de ses héros                                         |
| Les momies des tourbières, des corps pour les dieux | Les hommes des tourbières en Irlande et au Danemark                                                                   |
| Catalogne, la fête de l'ours                        | Aux origines de la symbolique de l'ours dans la Grotte Chauvet, et à l'occasion de sa fête dans les Pyrénées français |
| Les alchimistes                                     | Les alchimistes européens, laborantins ou charlatans                                                                  |
| Les fantômes                                        | Les revenants écossais, le spiritisme français, la psychologie de l'absence                                           |